# Juan Bautista Plasencia Valls
Juan Bautista Plasencia Valls (Benaguasil, 21 de abril de 1816 – Valencia, 18 de agosto de 1855) fue compositor, organista y pedagogo español.

## Biografía
Su educación musical la recibió como infantil en el Real Colegio de Corpus Christi-Patriarca, donde ya se encontraban sus hermanos mayores Mariano y Lamberto. En este centro estudió solfeo y composición con José Morata y órgano con Pascual Pérez Gascón;  desde pequeño mostró tener gran facilidad para el órgano y pronto logró alcanzar un gran dominio en su interpretación. Una prueba evidente es la  sustitución al maestro de capilla del Patriarca en 1842, cuando tenía 26 años. Mariano Soriano Fuertes destaca la calidad organística de Plasencia en su Historia de la música española desde la venida de los fenicios hasta el año 1850, publicado en 1855. Uno de los aspectos en los que desarrolló su actividad fue el de la pedagogía, como profesor de Música y Canto de la Casa de Enseñanza de Niñas de Valencia entre los años 1845 y 1852. Como era costumbre en los profesores de música de aquella época, Plasencia compuso obras para las actuaciones de las alumnas. Escribió un Tratado de contrapunto que dejó inacabado a su muerte. Plasencia estuvo muy en contacto con la obra de Bach, la cual cosa le ayudó a adentrarse en el camino de restauración pretendida por Hilarión Eslava: Abrirse a lo extranjero, ya que en la música orgánica religiosa, que era la única existente en España en el mundo orgánico, no cabía la inclusión de las individuales regionalistas, usando como temas religiosos los elementos arrancados al folclore popular. Ruiz de Lihory divide su producción como compositor en los campos: religioso y profano. Se puede ver la evolución  siguiendo las reseñas que realizaba la crítica musical de la prensa valenciana; así, en 1845 se encuentran referencias a varias piezas que denotan excesivas reminiscencias operísticas. Sin embargo, tres años después se afirma que sus últimas obras religiosas tienen calidad y se reclama el estreno de su ópera Muzio Scévola.

## Composiciones religiosas
Ruiz de Lihory afirma que existen dos etapas en el apartado religioso de Juan Bautista Plasencia: la primera abarca desde sus primeras obras hasta el año 1846, en el que piezas como el responso de difuntos Ne recorderis muestran a un autor que todavía no domina recursos como la utilización del canto llano y de la ciencia contrapuntística, siendo clara la dependencia de la tendencia escolástica e italiana imperante. Pero a partir de 1846, Plasencia muestra nuevas inquietudes, sobre todo tras realizar un viaje a París en 1846. La pieza clave de este período sería el himno a San Mauro titulado Deus tuorum militum, compuesto a su regreso de Francia y en que se observan las nuevas técnicas que ha aprendido. De hecho, este himno se siguió interpretando muchos años por la capilla del Patriarca y es pieza que todos los investigadores resaltan de la faceta religiosa de este autor. En este sentido hay que reseñar a José Climent cuando indica que este autor llega, en cierta obras, a conseguir cotas de claidad que no lograron alcanzar autores posteriores como Juan Bautista Guzmán, José María Úbeda o Salvador Giner, que conforman el grupo que Climent califica como más importante de la época de la Renaixença valenciana. Por el contrario, Juan Bautista Plasencia no llegó a tener en otros compositores una influencia como la que ejercieron los tres maestros anteriormente citados. Su fama de compositor de música religiosa en la primera mitad del siglo XIX fue grande en el ambiente musical valencia, puesto que en las grandes funciones piadosas de la época solía aparecer alguna obra suya. Sobre todo hay que destacar su Gradual, del que se sabe se interpretó en 1855 y 1857 en la celebración anual que la Hermandad de Músicos ofrecía a San Vicente Ferrer. También Francisco Javier Blasco informa de la interpretación de su Miserere y de la Lamentación a 9 voces en un concierto religioso que tuvo lugar en 1873, 18 años después de su muerte.

## Composiciones Profanas
Otra de sus facetas compositivas es la dedicada a la música profana, basándose en el género lírico. Todo y haber recibido una formación religiosa, Plasencia se dejó impregnar por el ambiente musical que le rodeaba y que estaba dominado por la ópera italiana con autores como Rossini, Donizetti, Bellini, Verdi y Meyerbeer. La presencia de compañías de ópera italiana en Valencia fue un impulso para que Plasencia empezara a experimentar en este campo. Como resultado de este intento, encontramos dos piezas operísticas: Muzio Scévola y Fernán el aventurero, las cuales no fueron representadas. En cambio hay que destacar la zarzuela El desertor  la cual sí fue representada y bien recibida por el público el 15 de febrero de 1855, así lo refleja la crítica del Diario Mercantil Valenciano. Esta zarzuela se ve muy influenciada por el estilo de ópera italiana. Pero cuando estaba perfeccionando en este estilo lírico murió de un ataque de cólera. Algunas de sus obras se encuentran en la Biblioteca de Compositores Valencianos del Ayuntamiento de Valencia.

## Catálogo de obras
Misas: Misa de Gloria, 1838; Misa solemne, 8V, vc, cb, 1855.
Himnos: Himno, Co, Orq, p, 1845; Deus tuorum militum, 4 y 8V, órg, vc, cb, 1848.
Lamentaciones: Lamentación 2ª para Viernes Santo, Bar, 1843; Aleph. Quomodo obscuratum esta aurum 9V, p, fg, vc, cb, 1849.
Motetes: Quae est ista, 12V, órg, cb, 1841; Hic est praecursor, 6V, órg, 1844; Quam pulchri sunt, 9V, órg, cb, 1849; Quan pulchri sunt, 8V, 1854.
Gozos: Dios es amor, 3V; Quien tanta grandeza ha visto, 8V, vc, cb, órg, 1848.
Trisagios: Santa, santa, 4 y 8 V, cb, órg, 1842; Santo, santo, 4V, cb, órg, 1842; Santo, santo, 4V, fl, 2vn, va, cb, órg, 1843; Santo, santo, 4V, inc, 1847; Santo, santo, 4V, órg; Santo, santo, 5V, órg; Santo, santo, 6V, órg; Santo, santo, T, órg.
Otras obras religiosas: Miserere, 8V, p, fg, vln, 1842; Lectio, 4V, Orq, 1846; Ne recorderis, Resp, 4V, órg, 1846; Gradual, 1855; Dúo de Moises y Elías; Magnificat, Cant, 8V, vc, cb, órg; Pastorella para órgano (BSM); Veni Creator, órg; Verso en 4º tono sobre Veni Creator; Villancico, Orq.
Música escénica: El desertor, Zarz, 3 act, 1854; Fernán el aventurero, Óp; Muzio Scévola, Òp.